# Jevhen Szerhijovics Szelin
Jevhen Szerhijovics Szelin (ukránul: Селін Євген Сергійович; Novoajdar, 1988. május 9. –) ukrán válogatott labdarúgó, az UCSA játékosa. Posztját tekintve hátvéd.

## Pályafutása

### Klubcsapatokban
Pályafutását a Sztal Alcsevszk utánpótlás csapatainál kezdte, a felnőtt csapatban azonban nem játszott. 2007-ben a Metaliszt Harkiv együtteséhez igazolt. Eleinte a tartalékcsapatban szerepelt, majd a 2008–09-es szezon az első csapatban is pályára lépett. 2010-ben a Vorszkla Poltava vette kölcsön, rá egy évre pedig leigazolta. 2016. december 20-án a Asztérasz Trípolisz hivatalos honlapján jelentette be, hogy szerződtették az ukrán Dinamo Kijiv csapatától. 2018. május 1-jén a magyar MTK bejelentette, hogy szerződtették és a szerződése július 1-jén lépett hatályba. 27 élvonalbeli bajnokin két gólt szerzett a 2018-2019-es idényben. Az MTK a szezon végén kiesett, Szelin pedig a ciprusi Anórthoszi Ammohósztu csapatához igazolt.

### Válogatottban
Utánpótlásszinten szerepelt az U21-es válogatottban. A felnőtt nemzeti csapatban 2012. október 7-jén debütálhatott egy Bulgária elleni barátságos mérkőzésen, amit 3–0-ra megnyertek az ukránok. A bemutatkozás jól sikerült, mivel az egyik gólt Szelin szerezte.
Az Európa-bajnoki keretszűkítést követően a szövetségi kapitány Oleh Blohin nevezte őt a 2012-es Eb-re készülő 23 fős keretébe.

### Válogatottban szerzett góljai
| #  | Dátum            | Helyszín                    | Ellenfél | Eredmény | Végeredmény | Kiírás     |
| -- | ---------------- | --------------------------- | -------- | -------- | ----------- | ---------- |
| 1. | 2011. október 7. | Lobanovszkij Stadion, Kijev | Bulgária | 1–0      | 3–0         | Barátságos |

## Sikerei, díjai
Dinamo Kijiv
- Ukrán bajnok: 2014–15
- Ukrán kupa: 2013–14, 2014–15

 Anórthoszi Ammohósztu
- Ciprusi kupagyőztes: 2020–21
- Ciprusi bajnokság ezüstérmes: 2019–20